# Садлебакіт
Садлебакіт (англ. Saddlebackite) — мінерал класу сульфідів, група алекситу.

## Загальний опис
Хімічна формула: Pb2Bi2Te2S3. Містить (%): Bi — 35,31; Те — 21,56; Pb — 35,01; S — 8.13. Пластинчаті та лускуваті кристали. Сингонія гексагональна. Твердість 2—2,5. Густина 7,61. Колір сірий. Риса чорна. Непрозорий. Блиск металічний. Спайність досконала.
Вторинний мінерал гідротермального походження, який утворюється в асоціації з самородним золотом, алексином, галенітом. Виявлений в кварці золотоносного родовища Падінгтон (Австралія). Назва за місцем знахідки — зеленосланцевий пояс Садлбек (Saddleback).